# وان
وان (ترکی استانبولی: Van) ( کردی کرمانج : Wan) از شهرهای بزرگ در شرق ترکیه است و مرکز استان وان می‌باشد. وان یکی از شهرهای تاریخی ترکیه است. بیشتر مردم استان وان کرد و نیز اقلیتی از ارمنی‌ها هستند. جمعیت وان ۳۶۱٬۱۶۳ نفر است که امروزه به حدود ۶۰۰٬۰۰۰ نفر هم رسیده است.
این شهر از شمال و غرب به دریاچه وان از شرق به کوه‌های مرتفع سیاه کوه و اِرک و از جنوب به کوه آرتوس چسبیده است.
شهر وان نیز همانند شهر ارومیه به دریاچه خود معروف است. دریاچه وان بعد از دریاچه ارومیه بزرگ‌ترین دریاچه در خاورمیانه است.
عمده شهرت جهانی این شهر به دلیل وجود گربه‌های سفید پشمالویی با یک چشم آبی و دیگری زردرنگ است که به گربه وان مشهوراند. قلعه وان، جزیره آختامار، کلیسای مقدس، اسکله و ناحیه ادرمیت از دیگر جاذبه‌های گردشگری در این شهر است. علاوه براین، صبحانه‌های وان یکی از فرهنگ‌های مهم و عمده در ناحیه آناتولی شرقی در ترکیه می‌باشد.
همچنین وان نام دریاچه‌ای است که شهر وان در شرق آن واقع است. این دریاچه به دلیل داشتن حجم زیادی از املاح به رنگ آبی سیر درآمده است و گردشگران زیادی را جذب خود کرده است.
از روستاهای قدیمی حومه شمالی وان که هم‌اینک بخشی از شهر شده می‌توان به روستای شهباغ اشاره کرد که منطقه‌ای با باغ‌های فراوان است.
آب و هوای شهر وان:
| ماه‌های سال          | فروردین | اردیبهشت | خرداد | تیر  | مرداد | شهریور | مهر  | آبان | آذر  | دی   | بهمن | اسفند |
| ------------------- | ------- | -------- | ----- | ---- | ----- | ------ | ---- | ---- | ---- | ---- | ---- | ----- |
| میانگین بیشترین دما | ۱۳°C    | ۱۷°C     | ۲۳°C  | ۲۷°C | ۲۶°C  | ۲۳°C   | ۱۷°C | ۱۰°C | ۴°C  | ۲°C  | ۲°C  | ۶°C   |
| میانگین کمترین دما  | ۳°C     | ۷°C      | ۱۱°C  | ۱۵°C | ۱۴°C  | ۱۱°C   | ۶°C  | ۰°C  | -4°C | -7°C | -7°C | -3°C  |

## تاریخ
شهر وان در گذشته جزو شش ولایت ارمنی بوده است. جنگ عثمانی و صفوی اندکی پیش از مرگ پدر احمد یکم (محمد سوم) آغاز شده بود. احمد یکم پس از به تخت نشستن، زاده یوسف سنان پاشا را به عنوان رهبر سپاه شرق منصوب کرد. ارتش عثمانی در ۱۵ ژوئن ۱۶۰۴ از قسطنطنیه حرکت کرد اما خیلی دیر شده بود، و زمانی که در ۸ نوامبر ۱۶۰۴ به جبهه شرقی رسید، ارتش صفوی ایروان را تصرف کرد و وارد ایالت قارص شد و فقط قوای عثمانی می‌توانست در آخالتسیخه آنها را متوقف کند. با وجود مساعد بودن شرایط، یوسف سینان پاشا تصمیم گرفت برای زمستان در وان بماند، اما پس از آن به ارزروم لشکر کشید تا از حمله صفویان جلوگیری کند. این امر باعث ناآرامی در سپاه عثمانی شد و آن سال عملاً برای عثمانی‌ها هدر رفت و بی‌نتیجه ماند.

## زمین‌لرزه ۲۰۱۱
در تاریخ ۲۳ اکتبر ۲۰۱۱ زلزله شدیدی در استان وان اتفاق افتاد که پس لرزه‌های آن در شهرهای غربی ایران از جمله خوی و سلماس احساس شد. در اثر این زلزله تعداد ۶۰۴ نفر کشته شده و ۴۱۵۲ نفر نیز زخمی شدند.

## جاذبه‌های گردشگری وان
- قلعه وان
- دریاچه وان
- کلیسای آختامار
- آبشار مرادیه
- گربه وان

## نگارخانه

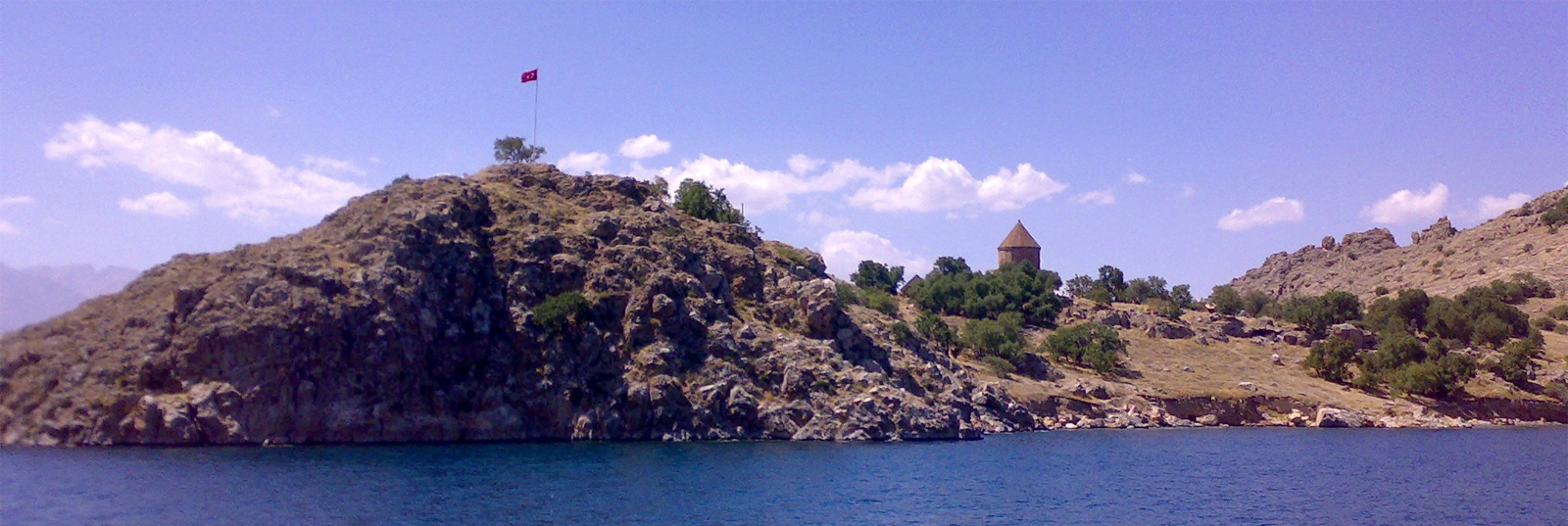
جزیره و کلیسای آختامار دریاچه وان ترکیه
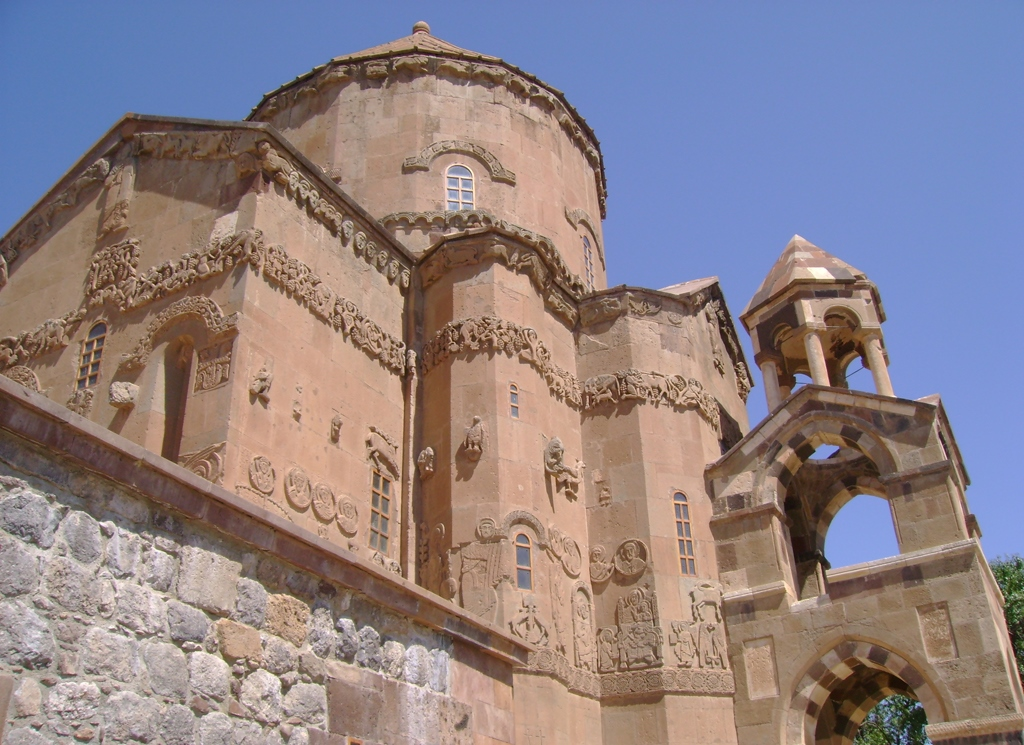
نمای بیرونی کلیسای آختامار وان ترکیه
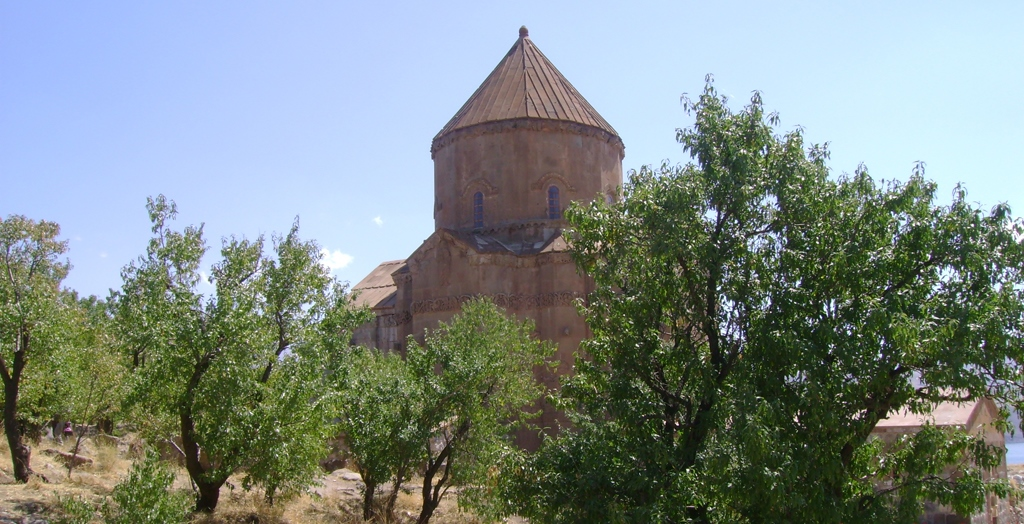
کلیسای آختامار وان ترکیه
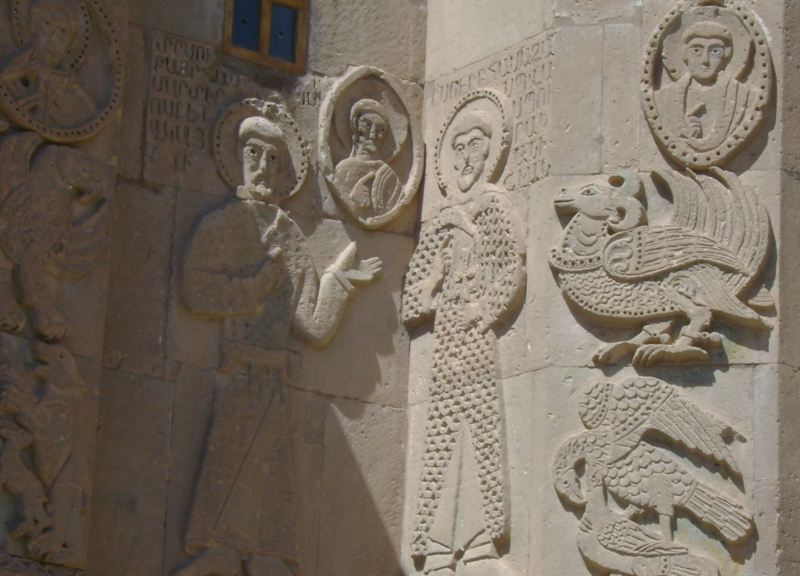
کلیسای آختامار وان ترکیه
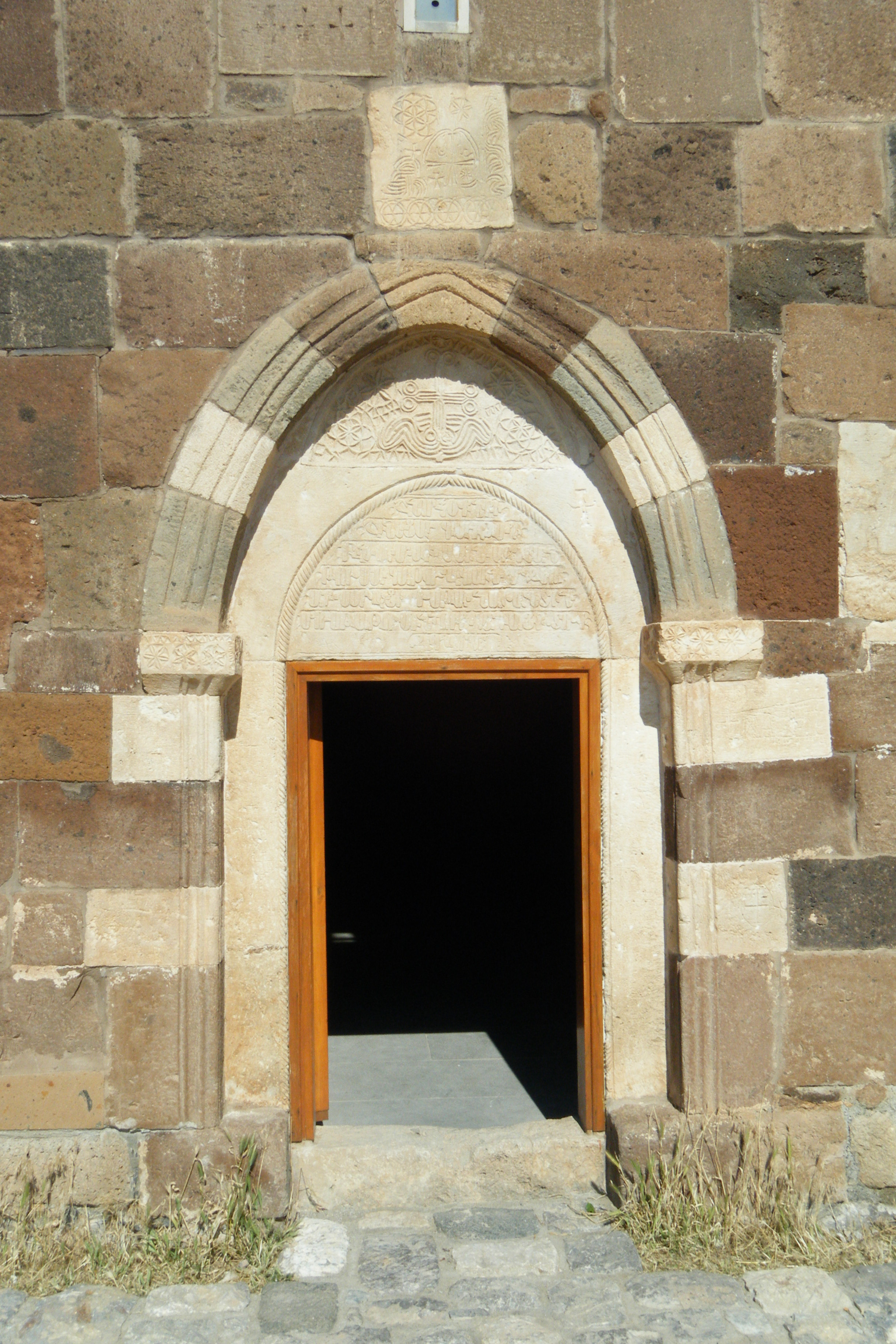
ورودی کلیسای آختامار وان ترکیه
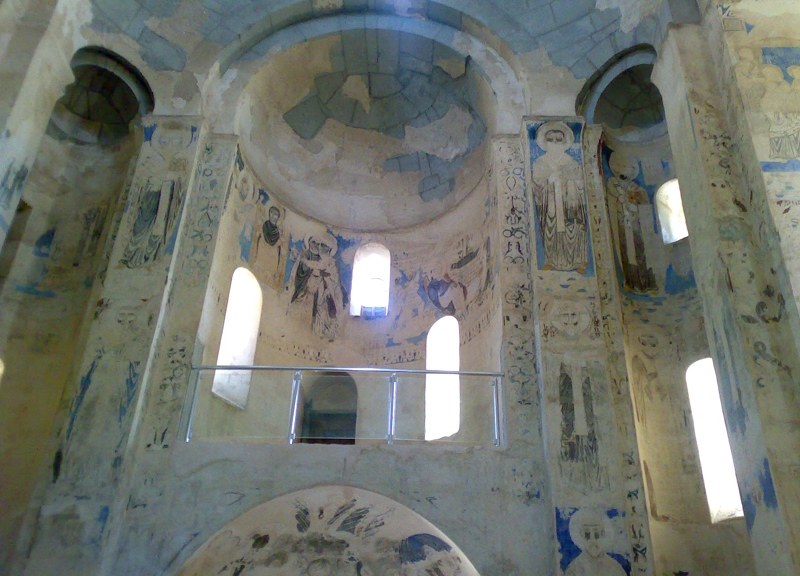
کلیسای آختامار وان ترکیه
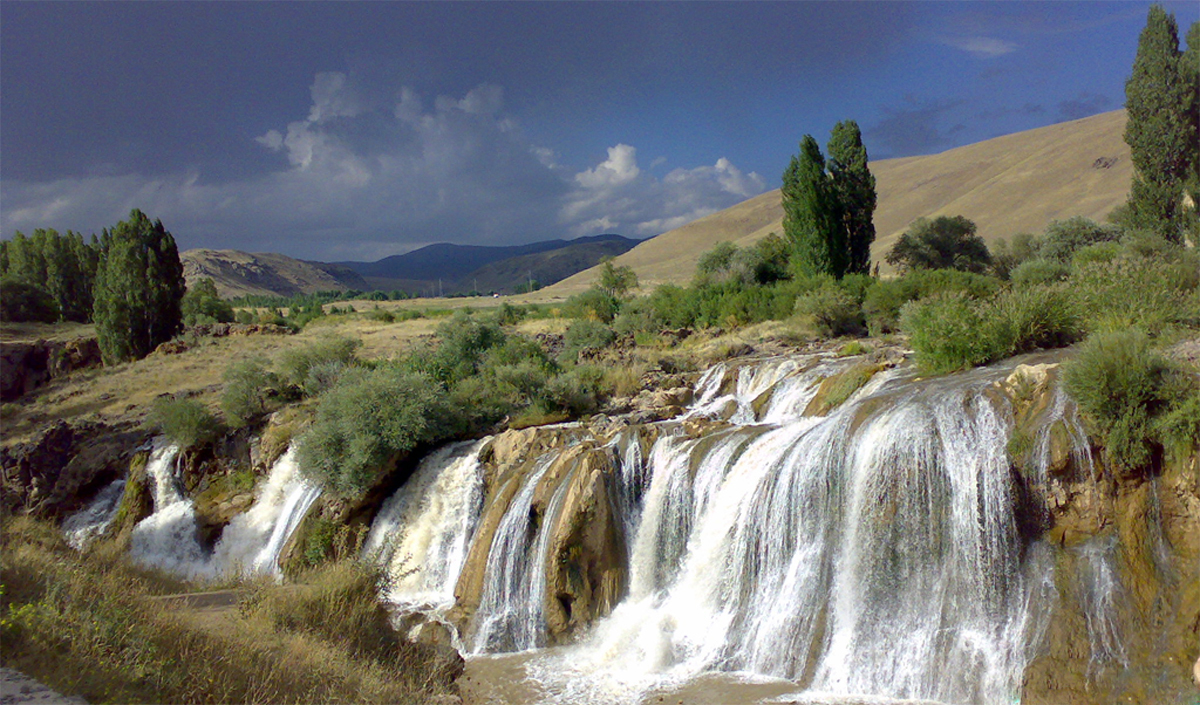
آبشار مرادیه در ۸۸ کیلومتری شمال شهر وان
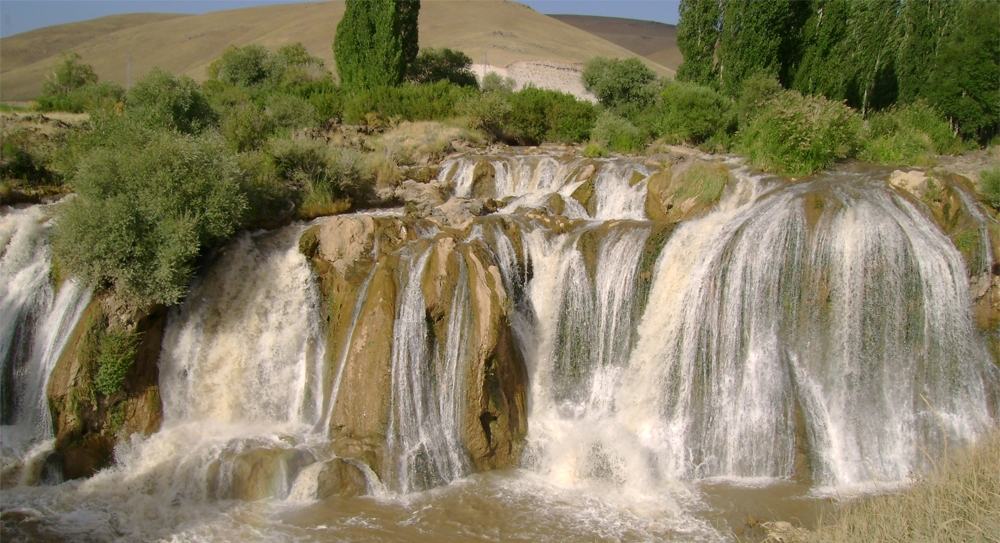
آبشار مرادیه
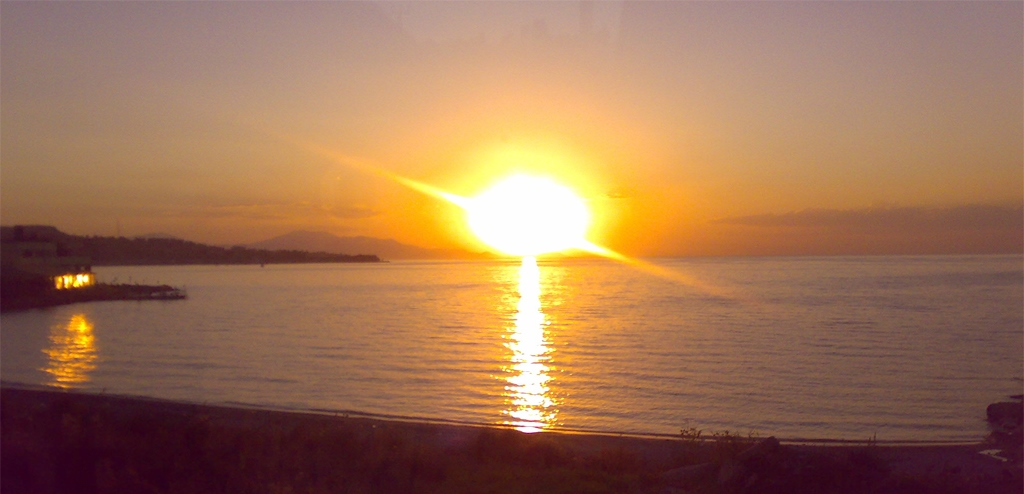
غروب دریاچه وان ترکیه
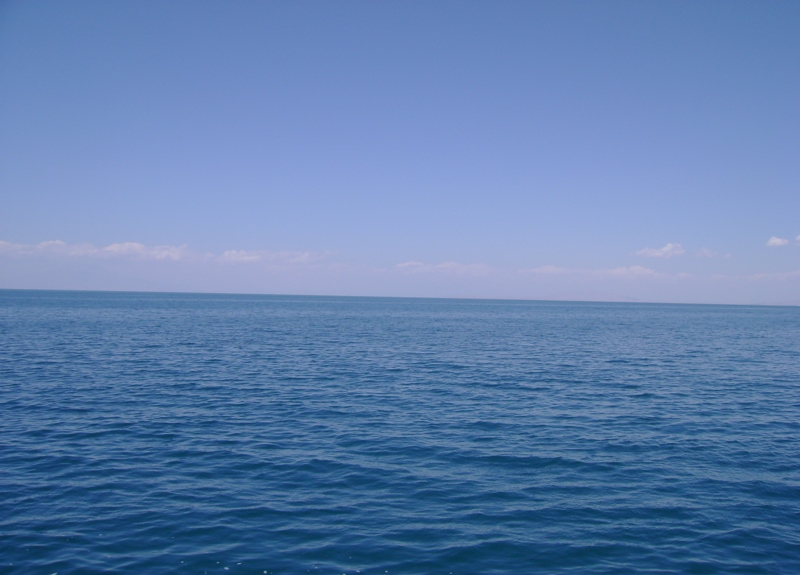
دریاچه وان ترکیه
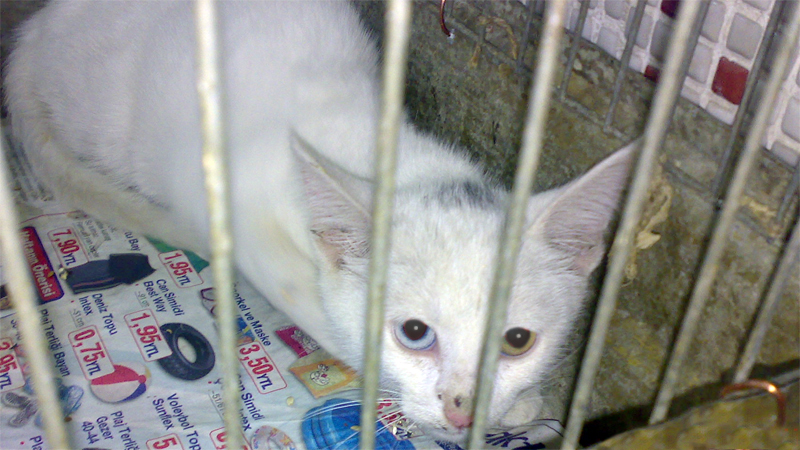
تصویری از گربه وان
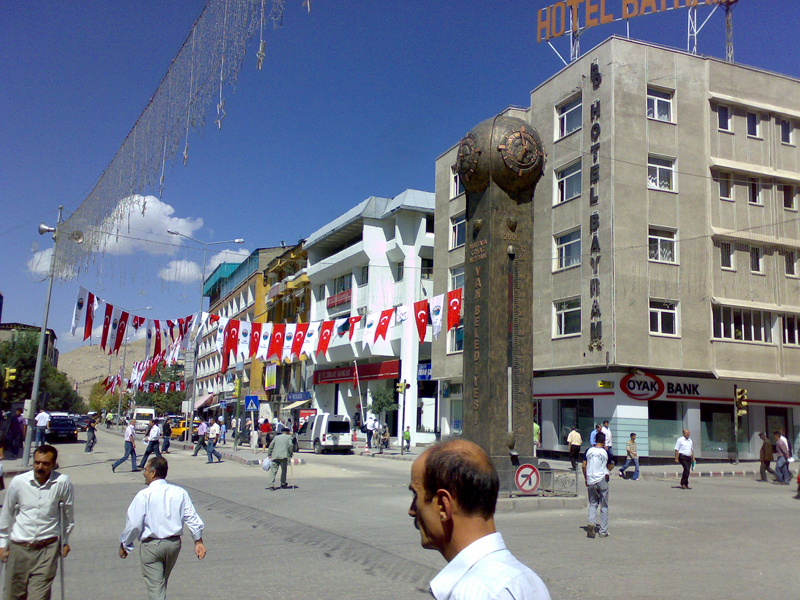
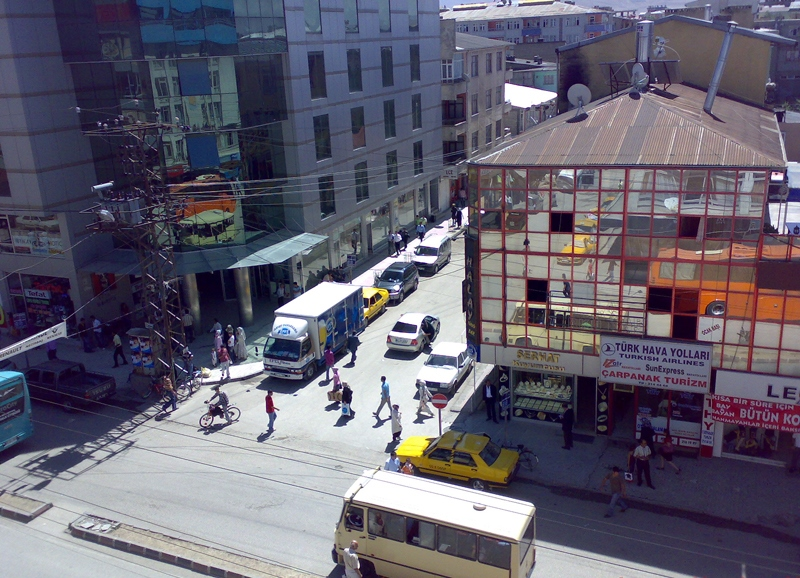
تصویری از شهر وان ترکیه
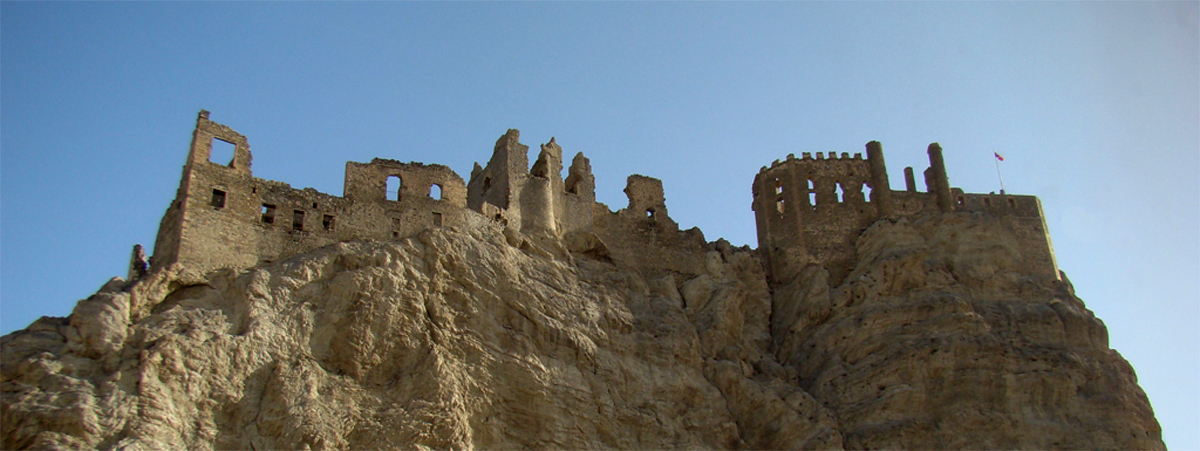
قلعه وان ترکیه
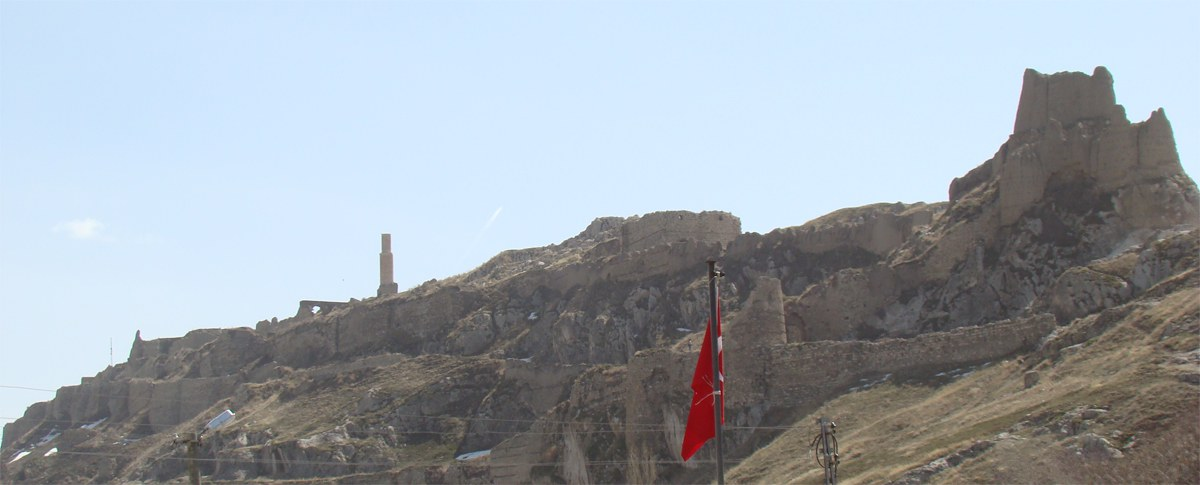
قلعه وان ترکیه
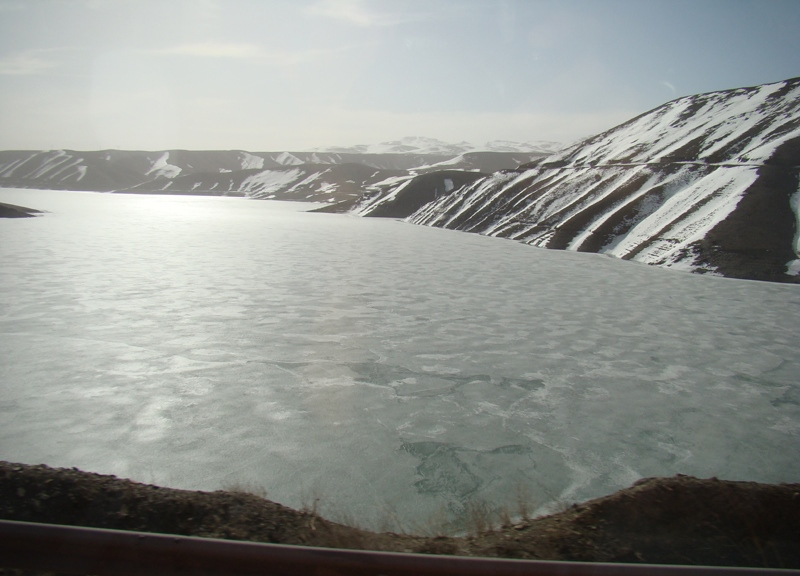
جاده‌های وان
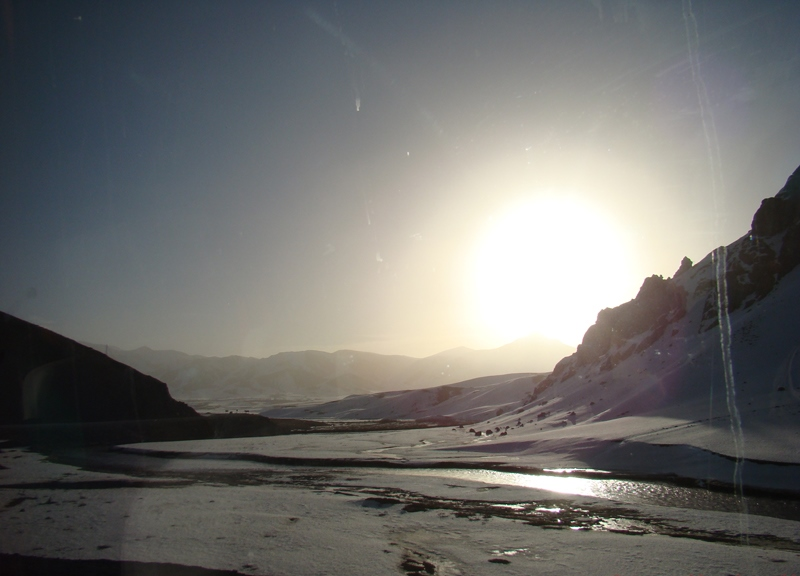
جاده‌های وان